# Dub nad Moravou
Dub nad Moravou (en allemand : Dub an der March) est un bourg (městys) du district et de la région d'Olomouc, en Tchéquie. Sa population s'élevait à 1 620 habitants en 2023.

## Géographie
Dub nad Moravou est arrosée par la Morava et se trouve à 13 km à l'est de Prostějov, à 13 km à l'est-sud-est d'Olomouc et à 215 km à l'est-sud-est de Prague.

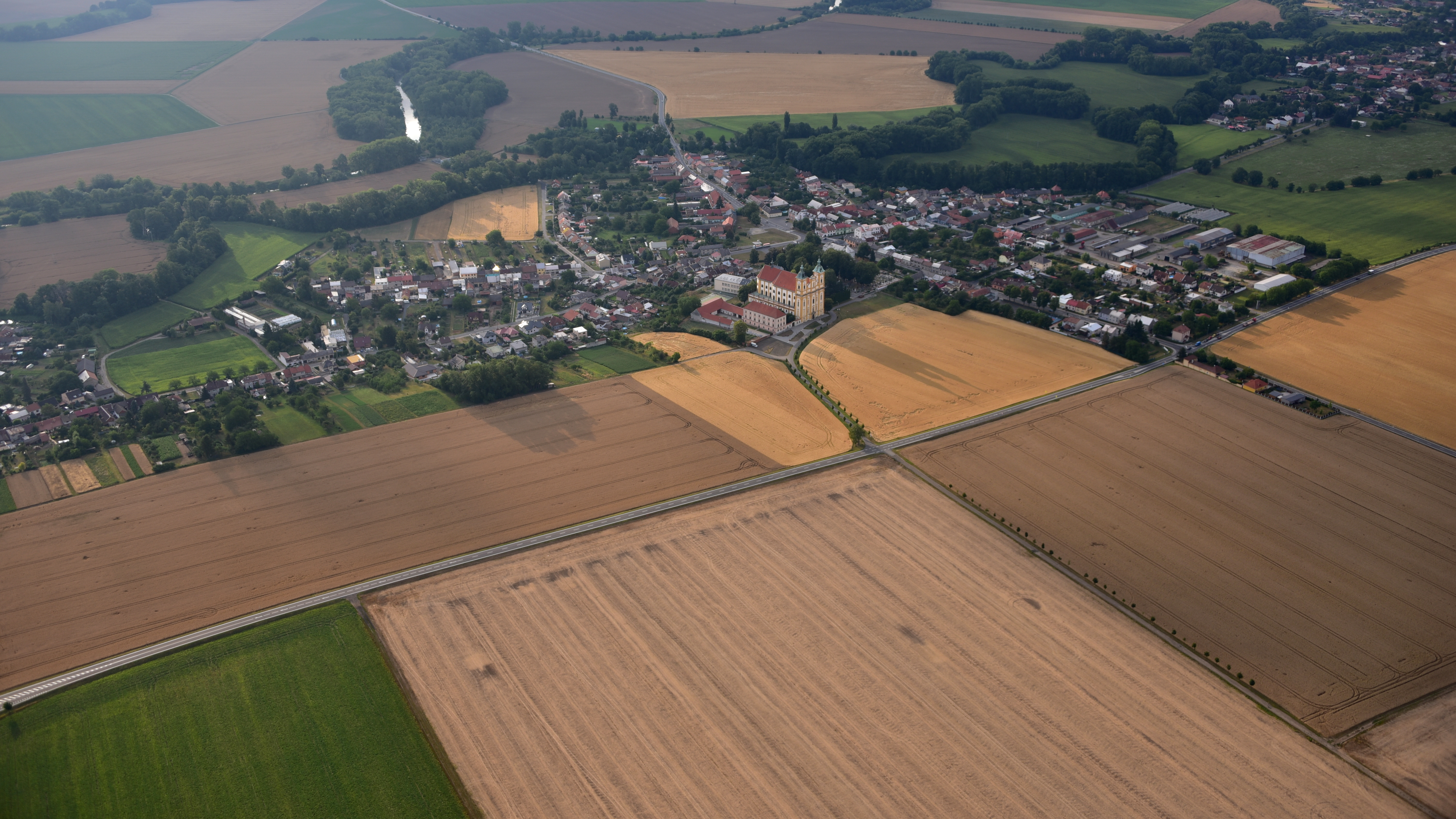
Dub nad Moravou : vue aérienne.

La commune est limitée par Charváty au nord, par Grygov et Majetín à l'est, par Citov et Věrovany au sud, et par Biskupice, Hrdibořice et Vrbátky à l'ouest.

## Histoire
La première mention écrite de la localité date de 1141. La commune a le statut de městys depuis le 10 octobre 2006.

## Administration
La commune se compose de trois sections :
- Dub nad Moravou
- Bolelouc
- Tučapy

## Galerie

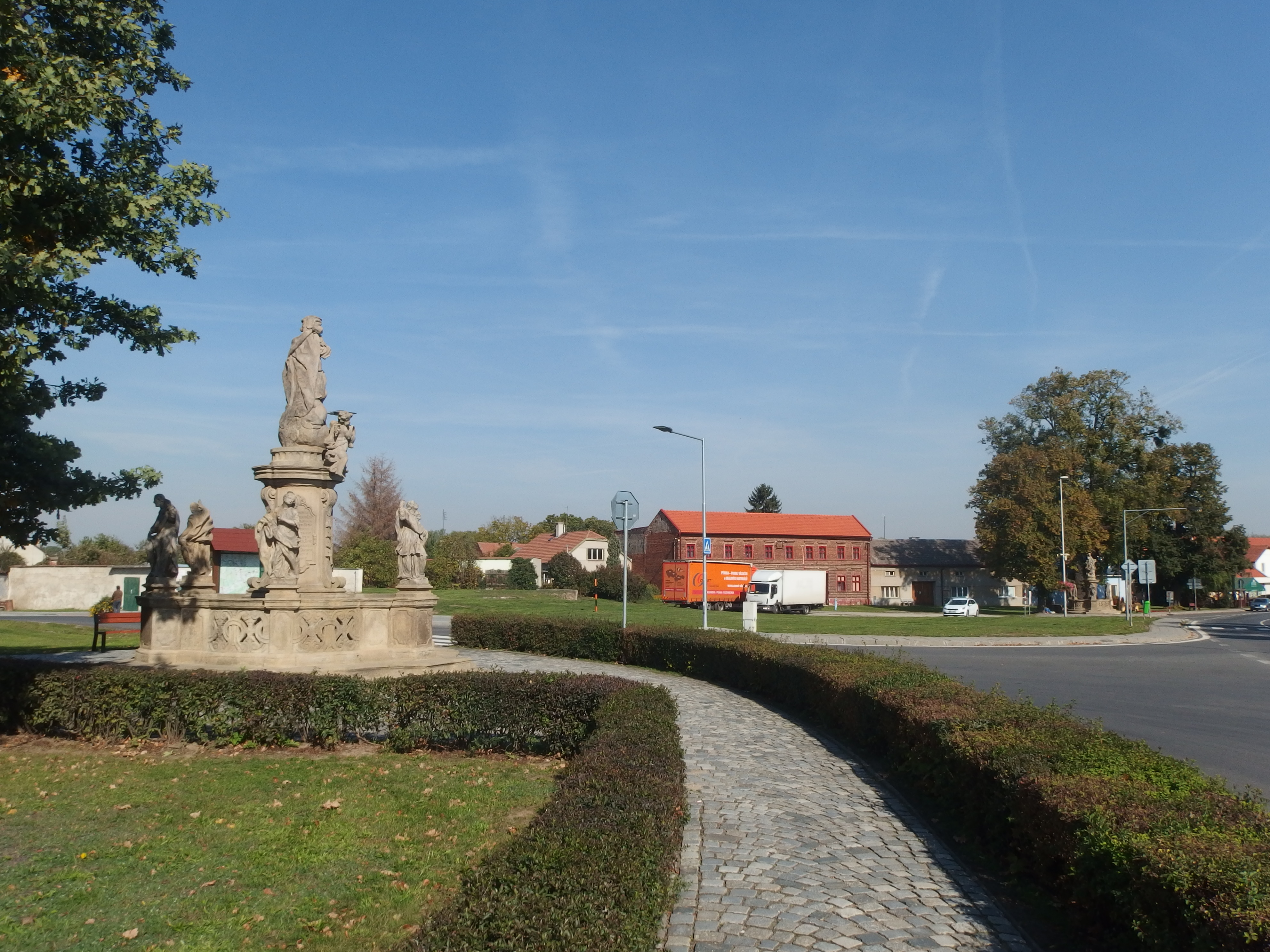
Place centrale.
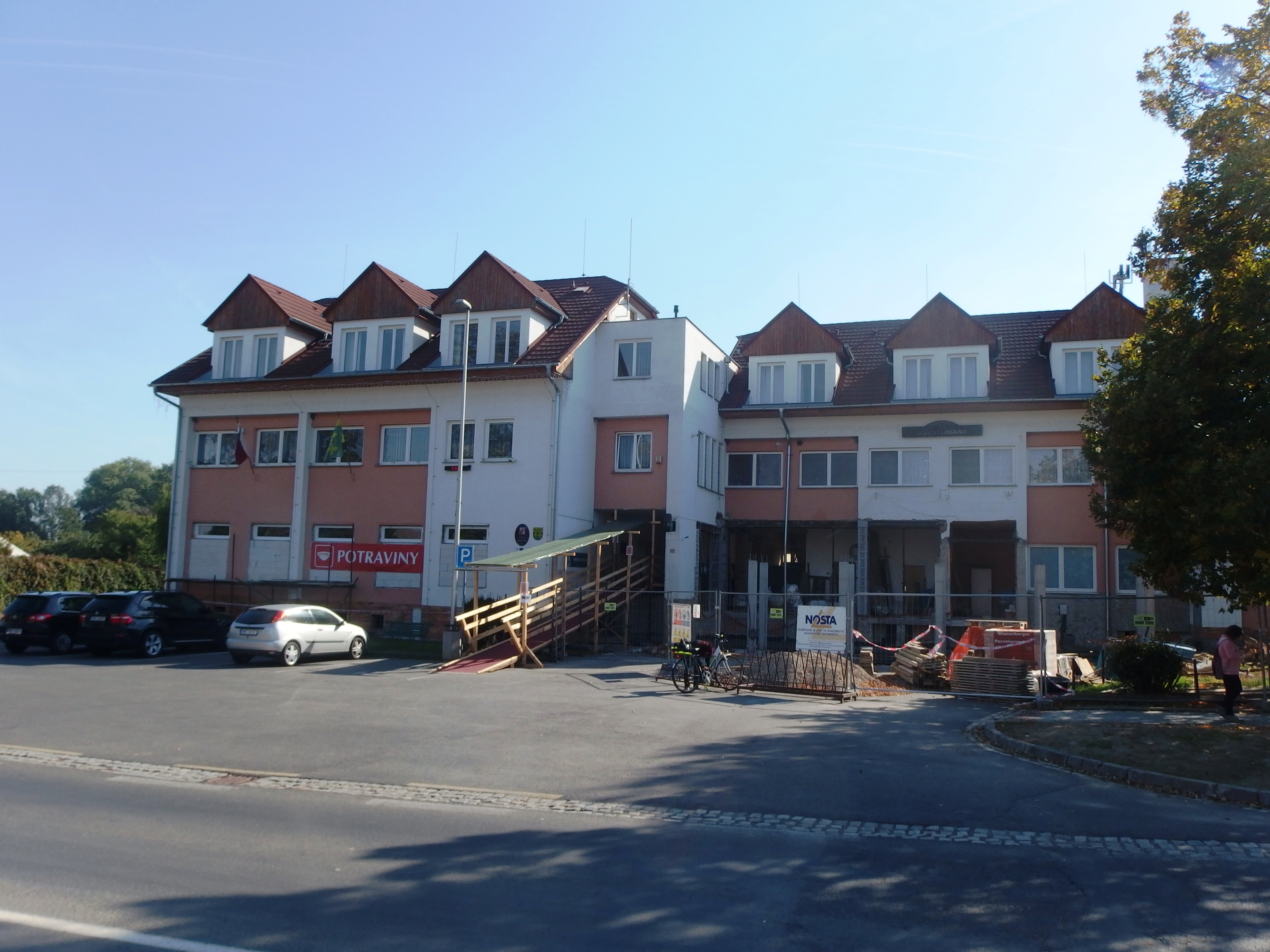
La mairie.

## Transports
Par la route, Dub nad Moravou se trouve à 13 km de Prostějov, à 15 km d'Olomouc, à 17 km de Přerov et à 260 km de Prague.